# 瑟勒瓦尔德
瑟勒瓦尔德是德国黑森州的一个市镇。总面积58.90平方公里，总人口4944人，其中男性2461人，女性2483人（2011年12月31日），人口密度84人/平方公里。